# Ophodni brod klase Thetis
Oceanski ophodni brodovi klase Thetis ili oceanske ophodne fregate, također zvani Stanflex 3000, klasa su velikih ophodnih brodova izgrađenih za Kraljevsku dansku mornaricu. Klasa ima četiri broda, a svi su izgrađeni i pušteni u pogon ranih 1990-ih. Zadaće brodova su uglavnom održavanje suvereniteta, potraga i spašavanje, inspekcija ribarskih područja i potpora lokalnim (uglavnom grenlandskim) vlastima. Operativna područja obično su Grenland i Farski otoci, ali brodovi također rade u blizini Islanda u tranzitu između Grenlanda i Farskih otoka, te u blizini Danske.

## Dizajn
Svaki brod ima trupove ojačane dvostrukom oblogom tako da brodovi mogu probiti 80 centimetara čvrstog leda. Dizajn Thetisa prošao je kroz promjene, prvo kako bi sudjelovao u projektu CANUMAS, a poslije kako bi postao vodeći brod flote; ta je uloga završila u rujnu 2007. godine. Thetis je opremljen sustavom Terma C-Flex Combat Management. Danska mornarica je naknadno opremila plovila s 12,7-millimetarskom teškom strojnicom, lanserima Stinger i sustavima za lansiranje mamaca. Brodovi mogu nositi i koristiti više modula StanFlex.
U najčešćim ulogama (oceanska ophodnja), standardna osnovna posada je 47 ljudi i 16 ročnika. U ulozi zapovjednog broda ili u teškim ratnim ulogama osnovna posada proširena je na 60 ljudi, uz 4 člana za helikopter i jedan ili dva doktora. Na raspolaganju je smještaj za ukupno 101 osobu.

## Popis brodova
| Ime         | Zastavica broj | Brodogradilište      | Položen             | Porinut             | U službi            |
| ----------- | -------------- | -------------------- | ------------------- | ------------------- | ------------------- |
| Thetis      | F357           | Svendborg Skibsværft | 10. listopada 1988. | 14. srpnja 1989.    | 1. srpnja 1991.     |
| Triton      | F358           | Svendborg Skibsværft | 27. lipnja 1989.    | 16. ožujka 1990.    | 2. prosinca 1991.   |
| Vædderen    | F359           | Svendborg Skibsværft | 19. ožujka 1990.    | 21. prosinca 1990.  | 9. lipnja 1992.     |
| Hvidbjørnen | F360           | Svendborg Skibsværft | 2. siječnja 1991.   | 11. listopada 1991. | 30. studenoga 1992. |